# Livia Peng
Livia Maïté Peng (Coira, 14 marzo 2002) è una calciatrice svizzera, portiere del Chelsea e della nazionale svizzera.

## Carriera

### Club
Peng esprime la sua predisposizione per il calcio fin da giovanissima, scoprendo la sua passione quando, all'età di otto anni, le furono regalati dei guanti da portiere per Natale. Cresce calcisticamente nell'Ems, giocando nelle giovanili miste del club di Domat/Ems dai sette anni d'età fino al 2014, anno in cui si trasferisce al Team Südostschweiz, sempre formazione giovanile gestita dalla Federazione calcistica del Canton Grigioni dove viene sostenuta dall'allenatore Romano Cabalzar fino al 2019.
Dal luglio 2017 su trasferisce allo Zurigo, club nel quale gioca per la prima volta in una squadre interamente femminile. Dopo due stagioni in rosa con le giovanili, nell'agosto 2019 Peng viene aggregata alla prima squadra come portiere titolare, avendo così l'occasione di collezionare negli anni successivi sei presenze in UEFA Women's Champions League.
Dopo la stagione 2021-2022, ricca di successi e due titoli, coglie l'occasione per disputare il suo primo campionato all'estero firmando un contratto da professionista con le svedesi dell'Häcken, club di Göteborg, per giocare in Damallsvenskan, livello d vertice del campionato nazionale di categoria. Nella sua prima stagione ha collezionato tre presenze in campionato e una in coppa.
A gennaio 2023 si è trasferita in prestito al Levante, nella Primera División Femenina de España, rimanendovi fino al termine della stagione.
Nel luglio di quello stesso anno viene annunciato il suo definitivo trasferimento al Werder Brema per la stagione 2023-2024. A disposizione del tecnico Thomas Horsch, Peng debutta, da titolare, in Frauen-Bundesliga fin dalla 1ª giornata di campionato, nella vittoria esterna per 5-1 sul Norimberga.

### Nazionale
Peng inizia a essere convocata dalla Federcalcio svizzera dal 2018, chiamata dal tecnico Monica Di Fonzo per vestire la maglia della formazione Under-17 nel corso delle qualificazioni all'Europeo di Lituania 2018, debuttando tuttavia durante il primo turno di qualificazione al successivo Europeo di Bulgaria 2019, dove viene impiegata in tutti i tre incontri della prima fase che garantiscono alla squadra biancocrociata il passaggio del turno.
L'anno successivo è in rosa con l'Under-19 impegnata alle primo turno di qualificazione all'Europeo di Georgia 2020 affiancando l'allora compagna di ruolo e di club Vivian Kaspar. Il tecnico federale Nora Häuptle la impiega in quell'occasione in due dei tre incontri giocati dalla Svizzera nel gruppo 2, contribuendo con le sue parate a non subire reti con Austria e Lettonia garantendo il passaggio del turno della sua nazionale. Tuttavia a causa della pandemia di COVID-19 la UEFA decise di annullare il torneo prima dell'inizio della fase élite.
Potenzialmente ancora in quota per le successive edizioni dell'Europeo Under-19 la UEFA decide a scopo cautelativo di annullare anche l'edizione di Bielorussia 2021, ciò nonostante nel 2020 Peng è entrata nel giro della nazionale maggiore, venendo convocata per la prima volta nel novembre 2020 e affiancando Gaëlle Thalmann e Seraina Friedli come terzo portiere. A disposizione del commissario tecnico Nils Nielsen, senza lasciare la panchina, già dall'incontro del 1º dicembre 2020 perso 4-0 con il Belgio durante la fase di qualificazione nel gruppo H all'Europeo di Inghilterra 2022, viene successivamente convocata con regolarità dal tecnico danese, inserendola anche, pur non essendo ancora stata impiegata, nella rosa definitiva delle 23 calciatrici in partenza per Inghilterra 2022 annunciata il 21 giugno 2022.
Benché la fiducia di Nielsen non venne mai meno, per il debutto Peng deve attendere l'11 novembre 2022, scesa tra i pali nel primo tempo dell'amichevole con la Danimarca, partita conteggiata tuttavia solo come test match non ufficiale poiché in quell'occasione sono state effettuate più di sei sostituzioni. Il debutto ufficiale arriva alla fine qualche mese più tardi, dopo l'arrivo sulla panchina della tedesca Inka Grings, dove la selezionatrice decide di impiegarla da titolare nell'amichevole casalinga del 21 febbraio 2023 pareggiata 1-1 con la Polonia. Dopo averla testata durante i primi mesi del 2023 in altre due amichevoli Grings decide di inserirla nella lista delle 23 calciatrici convocate per il Mondiale di Australia e Nuova Zelanda 2023 comunicata il 4 luglio di quell'anno.

## Statistiche

### Presenze e reti in nazionale
| Cronologia completa delle presenze e delle reti in nazionale ― Svizzera | Cronologia completa delle presenze e delle reti in nazionale ― Svizzera | Cronologia completa delle presenze e delle reti in nazionale ― Svizzera | Cronologia completa delle presenze e delle reti in nazionale ― Svizzera | Cronologia completa delle presenze e delle reti in nazionale ― Svizzera | Cronologia completa delle presenze e delle reti in nazionale ― Svizzera | Cronologia completa delle presenze e delle reti in nazionale ― Svizzera | Cronologia completa delle presenze e delle reti in nazionale ― Svizzera |
| Data                                                                    | Città                                                                   | In casa                                                                 | Risultato                                                               | Ospiti                                                                  | Competizione                                                            | Reti                                                                    | Note                                                                    |
| ----------------------------------------------------------------------- | ----------------------------------------------------------------------- | ----------------------------------------------------------------------- | ----------------------------------------------------------------------- | ----------------------------------------------------------------------- | ----------------------------------------------------------------------- | ----------------------------------------------------------------------- | ----------------------------------------------------------------------- |
| 11-11-2022                                                              | Schaffhausen                                                            | Svizzera                                                                | 1 – 2                                                                   | Danimarca                                                               | Amichevole                                                              | -                                                                       | 46’                                                                     |
| 21-2-2023                                                               | San Pedro Alcántara                                                     | Svizzera                                                                | 1 – 1                                                                   | Polonia                                                                 | Amichevole                                                              | -1                                                                      |                                                                         |
| 11-4-2023                                                               | Zurigo                                                                  | Svizzera                                                                | 1 – 2                                                                   | Islanda                                                                 | Amichevole                                                              | -2                                                                      |                                                                         |
| 30-6-2023                                                               | Bienne                                                                  | Svizzera                                                                | 3 – 3                                                                   | Zambia                                                                  | Amichevole                                                              | -3                                                                      |                                                                         |
| 22-9-2023                                                               | San Gallo                                                               | Svizzera                                                                | 0 – 1                                                                   | Italia                                                                  | UEFA Women's Nations League 2023-2024 - 1º turno                        | -                                                                       |                                                                         |
| 31-10-2023                                                              | Zurigo                                                                  | Svizzera                                                                | 1 – 7                                                                   | Spagna                                                                  | UEFA Women's Nations League 2023-2024 - 1º turno                        | -7                                                                      |                                                                         |
| 27-2-2024                                                               | San Pedro Alcántara                                                     | Svizzera                                                                | 0 – 1                                                                   | Polonia                                                                 | Amichevole                                                              | -1                                                                      |                                                                         |
| 16-7-2024                                                               | Losanna                                                                 | Svizzera                                                                | 3 – 0                                                                   | Azerbaigian                                                             | Qual. Euro 2025                                                         | -                                                                       |                                                                         |
| 30-5-2025                                                               | Tomblaine                                                               | Francia                                                                 | 4 – 0                                                                   | Svizzera                                                                | UEFA Women's Nations League 2025 - 1º turno                             | -4                                                                      |                                                                         |
| 3-6-2025                                                                | Sion                                                                    | Svizzera                                                                | 0 – 2                                                                   | Norvegia                                                                | UEFA Women's Nations League 2025 - 1° turno                             | -2                                                                      |                                                                         |
| 26-6-2025                                                               | Winterthur                                                              | Svizzera                                                                | 4 – 1                                                                   | Rep. Ceca                                                               | Amichevole                                                              | -1                                                                      |                                                                         |
| 2-7-2025                                                                | Basilea                                                                 | Svizzera                                                                | 1 – 2                                                                   | Norvegia                                                                | Euro 2025 - 1° turno                                                    | -2                                                                      |                                                                         |
| 6-7-2025                                                                | Berna                                                                   | Svizzera                                                                | 2 – 0                                                                   | Islanda                                                                 | Euro 2025 - 1° turno                                                    | -                                                                       |                                                                         |
| 10-7-2025                                                               | Ginevra                                                                 | Finlandia                                                               | 1 – 1                                                                   | Svizzera                                                                | Euro 2025 - 1° turno                                                    | -1                                                                      |                                                                         |
| 18-7-2025                                                               | Berna                                                                   | Spagna                                                                  | 2 – 0                                                                   | Svizzera                                                                | Euro 2025 - Quarti di finale                                            | -2                                                                      |                                                                         |
| Totale                                                                  |                                                                         | Presenze                                                                | 15                                                                      |                                                                         | Reti                                                                    | -26                                                                     |                                                                         |

## Palmarès

### Club
- Campionato svizzero: 2

Zurigo: 2018-2019, 2021-2022
- Coppa Svizzera: 2

Zurigo: 2018-2019, 2021-2022